# Grodzisk Wielkopolski
Grodzisk Wielkopolski (niem. Grätz) – miasto w województwie wielkopolskim, nad Letnicą (zw. też Rowem Grodziskim), siedziba władz powiatu grodziskiego oraz gminy Grodzisk Wielkopolski. W latach 1975–1998 miasto administracyjnie należało do woj. poznańskiego.
Według danych GUS z 30 czerwca 2023, miasto liczyło 15 141 mieszkańców.
Prywatne miasto szlacheckie lokowane w 1303 roku położone było w XVI wieku w województwie poznańskim.

## Historia

### Średniowiecze
- 1257 – pierwsza wzmianka w dokumencie wystawionym w Modrzu przez księcia Przemysła I, w którym wśród wsi należących do cystersów w Paradyżu wymienia wieś Grodisze[3][4].
- 1303 – prawa miejskie magdeburskie (nadane zapewne wcześniej przez Przemysła II w 1295-1296 r.).
- 1312-1314 – stolica dystryktu w księstwie żagańskim[5].
- 1306-1314 – istniała mennica książęca, w której wybijano monety – kwartnik z napisem „De Grodis”.
- 1339 – wzmiankowany jest Borek z Grodziska, pierwszy znany właściciel z rodu Borków (Wezenborgów).
- 1383-1385 – miasto i okolica niszczone podczas wojny domowej wielkopolskich rodów Grzymalitów z Nałęczami. W marcu 1383 okolice Grodziska spustoszyli właściciele Kębłowa i Zbąszynia. Powracających z wyprawy rabusiów dopadli mieszczanie z kmieciami okolicznych wsi i pobiwszy ich zabrali im łupy. Nie usatysfakcjonowani zwycięstwem ruszyli nieostrożnie za uciekającym rycerstwem w dalszą pogoń. Na pomoc rycerstwu ruszyła załoga zamku zbąszyńskiego i wspólnie zaatakowano ponownie, zabijając ponad 160, nie licząc wziętych w niewolę, z których wielu zmarło[6][7]. Po raz drugi miasto wraz z okolicą spustoszyły oddziały wojewody kujawskiego Alberta i sędziego pakoskiego Hektora Ostroroga[8].
- 1404 – miasto posiadało już umocnienia i dwie bramy zw. Suchą i Wodną. Był to prawdopodobnie wał kamienno-drewniano-ziemny, z ostrokołem zrobionym z grubych, zaostrzonych u góry pali, otoczony fosą.
- 1412 – pod miastem dochodzi do skrytego napadu ludzi starosty poznańskiego (Starosty Generalnego Wielkopolski) na Ottona Bransten, który wraz z 18 ludźmi jechał z Brandenburgii do Poznania[9].
- W XV w. klucz grodziski przeszedł na Nałęczów z Lubosza, z nich pierwszym wymienionym w Grodzisku (1418) jest Niemierza.
- W XV w. odnotowano przypadki orzekania przez Starostę Generalnego (sąd grodzki) w Grodzisku[10].
- 1424 – rozwijające się miasto strawił pożar.
- 1426 – dokumenty wzmiankują kościół św. Jadwigi (zapewne data budowy kościoła gotyckiego na miejscu wcześniejszej budowli, niewykluczone że uszkodzonej podczas pożaru w 1424 roku), oraz nowo powstały kościół św. Ducha wraz ze szpitalem na przedmieściu Wyczółkowo. W uposażeniu szpitala wymieniony jest mielcuch. Wnioskować więc można, że w Grodzisku warzono już wówczas piwo.
- 1444 – najstarsza wzmianka o zaliczeniu miasta do powiatu kościańskiego, należącego do województwa poznańskiego, w tym powiecie pozostawał do 1815 roku[11].
- W połowie XV w. w Grodzisku osiedliła się grupa husytów, emigrantów religijnych z Pilzna[11].
- 1458 – wystawienie 12 zbrojnych na wyprawę malborską, a więc Grodzisk zaliczono do II kategorii miast – średniej wielkości (miastami I kategorii, czyli dużymi, w ówczesnej Rzeczypospolitej były tylko Kraków, Lwów i Poznań)[11].
- 1466 – miasto przeszło w posiadanie rodziny Ostrorogów. Pierwszym z nich jest Stanisław wojewoda poznański, później kaliski[11].

### XVI wiek
- 1501 – na grodziskim zamku umarł Jan Ostroróg, prawnik i dyplomata, doktor praw obojga. Z tego też roku pochodzi pierwsza wzmianka o istnieniu na północnym przedmieściu kościoła św. Anny.
- 1507 pierwsze świadectwo istnienia osiedla żydowskiego w Grodzisku Wielkopolskim[12].
- 1542 -Spłonęła znaczna część miasta, a w szczególności północne okolice Rynku (Starego Rynku). Po tej tragedii król Zygmunt I Stary dekretem z 25 maja 1543 roku, zwolnił mieszkańców miasta od podatków królewskich na okres 6 lat. Również Stanisław Ostroróg, ówczesny właściciel miasta, wprowadził ulgi podatkowe w celu szybkiego odbudowania zniszczeń[13].
- 1548-1551 – w mieście osiedliła się nowa grupa emigracyjna braci czeskich wygnanych z Czech przez cesarza Ferdynanda I[14].
- 1555 – kasztelan międzyrzecki Stanisław Ostroróg założył tu jeden z najważniejszych zborów luterańskich, zniesiony w 1593 roku[15].
- 1563-1593 – ośrodkiem reformacji: kościół parafialny oddano protestantom, działała tu słynna szkoła, w której wykładał Erazm Gliczner, w latach 1572–1573 działa oficyna wydawnicza Jana Glicznera (druga po Szamotułach (1551) drukarnia w Wielkopolsce), a od 1579 do 1581 drukował tu Melchior Nering[14].
- 1593 – na północ od przedmieścia św. Anny powstało tzw. Nowe Miasto[14].
- 1600 – miasto nawiedziło „morowe powietrze, które spowodowało częściowe wyludnienie[13].

### XVII wiek

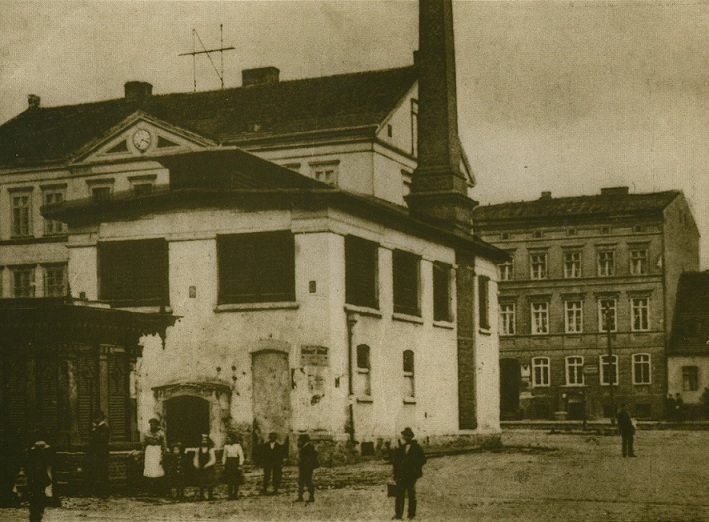
Nieistniejący już budynek browaru na Starym Rynku

- 1601 – z 23 marca pochodzi najstarsza wzmianka o warzeniu piwa.
- 1615 – pożar zniszczył znaczną część „Nowego Miasta”[14].
- 1616 – ponownie wybuchł pożar na „Nowym Mieście”[16].
- 1617 (30.VII) – wybuchł kolejny pożar pustoszący miasto[16].
- 1620 – ponowne wyludnienie miasta z powodu „morowego powietrza[13].
- 1626 – Grodzisk przeszedł w posiadanie rodziny Opalińskich, jego pierwszym właścicielem był Jan wojewoda poznański[14].
- 1655/57 – wojska szwedzkie ograbiły miasto, wznosząc liczne pożary, a w 1656/57 miasto nawiedziła „zaraza”, która zdziesiątkowała mieszkańców[17].
- 1689 – pożar zniszczył znaczną część starego miasta[18]. Zniszczeniu uległo 155 domów i Ratusz Miejski. Właściciel miasta Jan Franciszek Opaliński zwolnił miasto od podatków na okres 6 lat, natomiast król Jan III Sobieski pozwolił mieszkańcom pobierać wyższy podatek brukowy w wielkości jednego grosza od konia[19].

### XVIII wiek
- 1706 – podczas przemarszu wojsk saskich, spłonęła znaczna część miasta[20].
- 1708 i 1709 – w wyniku „morowego powietrza” zmarło ok. 500 mieszkańców[18].
- 1761 – pożar w dzielnicy żydowskiej, który strawił większość domów i uszkodził poważnie synagogę, spłonęły też dwa domy przy Starym Rynku[20][21].
- 1768 – 16 grudnia pod miastem doszło do starcia grupy konfederatów barskich z Rosjanami. Kilka dni później (24.XII) doszło do większego starcia, w czasie którego oddział konfederatów pod dowództwem Józefa Gogolewskiego zmusił do ucieczki Rosjan, dowodzonych przez gen. Drewitza[18]. W czasie konfederacji, liczne przemarsze wojsk, dopuszczały się rabunków i wzniecały pożary. Spalono kilka domów żydowskich[17].
- 1773 (14.V) – wybuchł pożar na pół. przedmieściu św. Anny, spaliły się trzy domy i zabudowania gospodarcze, ucierpiał przy tym poważnie kościół pw. św. Anny[20].
- 1775 – 24 marca w Opalenicy zmarł Leon Wojciech Opaliński, ostatni przedstawiciel tego znanego rodu wielkopolskiego.

### Okres zaborów
- 1793 – w wyniku II rozbioru Polski miasto dostaje się pod panowanie pruskie, liczy wówczas 2483 mieszkańców[22] i należy do największych w Wielkopolsce (Poznań 12 538, Kalisz 3 832, Gniezno 3 350, Piła 1611, Wolsztyn 1416, Września 1216, Szamotuły 1120, Śrem 1105, Kościan 1100, Środa Wielkopolska 1009, Konin 780, Turek 443, Nowy Tomyśl 358[23]).
- 1794 – w sierpniu miasto opanowali Polacy, którzy uzbrojeni w piki i kosy przywiezione wcześniej do klasztoru, wypędzili Prusaków i przyłączyli się do walczących oddziałów insurekcyjnych[24].
- 1807 – Grodzisk włączono w skład Księstwa Warszawskiego[25].
- 1809 – po pożarach, które dwukrotnie trawiły północne część miasta (zniszczony i rozebrany został kościół pw. św. Anny), następuje nowa regulacja planu przestrzennego według projektu Wernicke[25].
- 1815 – miejscowość weszła w skład rejencji poznańskiej i nowo utworzonego powiatu bukowskiego[25].

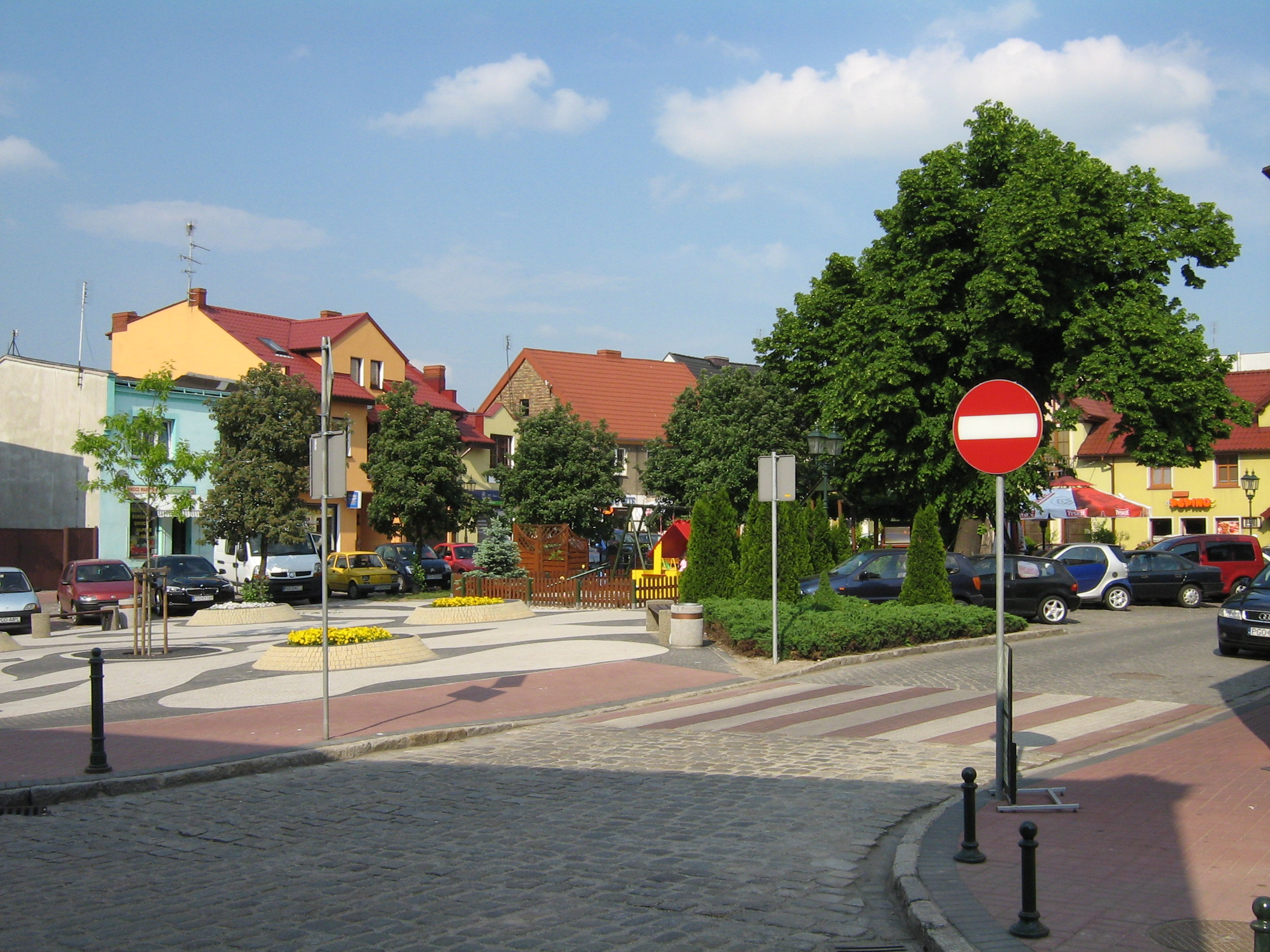
Plac Wiosny Ludów

- 1848 – Wiosna Ludów, – 21 marca z miasta usunięto administrację pruską. 14 kwietnia zdecydowana postawa powstańców nie dopuściła do zajęcia miasta przez 2 bataliony pruskiej piechoty. W dniu 28 kwietnia doszło do bitwy w rejonie Doktorowa, gdzie kilkuset kosynierów pod dowództwem Marcusa Mossego starło się z 600-osobową ekspedycją pruską, w skład której wchodził oddział kawalerii i 4 armaty. Po wycofaniu się powstańców z miasta i sforsowaniu barykad, prusacy wzięli krwawy odwet na mieszkańcach miasta. Straty polskie: 25 zabitych i 7 ciężko rannych. Kolejnych 20 mieszkańców miasta zostało zamordowanych w tym samym dniu przez pruskich żołnierzy[26]. Po spacyfikowaniu miasta przez prusaków, dwukrotnie 16 maja spaliło się kilka domów wraz zabudowaniami gospodarczymi, a 8 lipca wybuchł pożar na Starym Rynku, w wyniku czego spłonęły 24 domy, w większości drewniane z podcieniami, a ponad 50 rodzin zostało bez dachu nad głową[27].
- 1860 – w drukarni grodziskiej Augusta Schmaedickiego z inicjatywy i pod redakcją ks. Aleksego Prusinowskiego rozpoczęto wydawanie zasłużonego dla sprawy narodowej „Tygodnika Katolickiego”[26]
- 1861 – pożar w dzielnicy żydowskiej.
- 1864 – (14.VI) pożar zniszczył kilka domów na Starym Rynku, uszkodzony został kościół farny, na którym spłonęła kopuła i spaliło się kilka domów w okolicy kościoła[27].
- 1874 – w Grodzisku powstała pierwsza polska spółka mleczarska w zaborze pruskim.
- 1881 – 10 grudnia otwarto pierwsze połączenie kolejowe do Opalenicy[28].
- 1885 – 26 października otwarto progimnazjum, pierwszą w mieście szkołę średnią.
- 1887 – 1 października utworzono powiat grodziski, w skład którego weszły gminy Buk, Grodzisk i Opalenica[29].
- 1894 – z fundacji rodziny Mossych, powstał szpital miejski[29].
- 1896 – w granice miasta włączono wieś Doktorowo[29].
- 1898 – 1 września uruchomiono elektrownię miejską. Trzecią w Provinz Posen po Poznaniu (1894) i Bydgoszczy (1896)[29].
- 1901 – 1 października miasto uzyskało połączenie kolejowe z Kościanem[29].

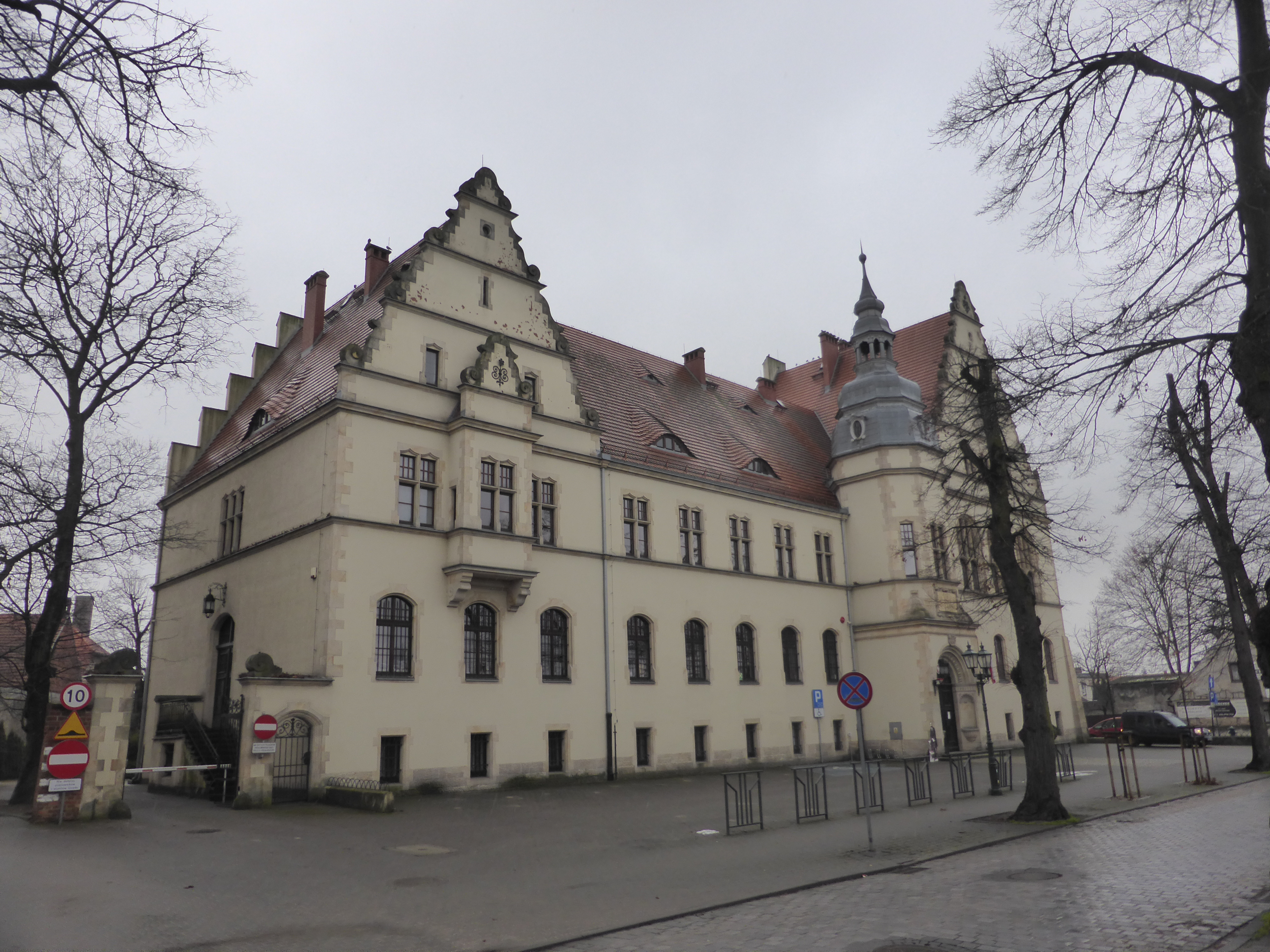
Sąd Rejonowy

- 1905 – szczytowy okres rozbudowy miasta; oddano do użytku gmachy starostwa, sądu i nowego kościoła ewangelickiego; 1 października uruchomiono połączenie kolejowe z Wolsztynem[29].
- 1906 – strajk młodzieży szkolnej[29].
- 1909 – zakończono budowę tutejszego węzła kolejowego, miasto otrzymało bezpośrednie połączenie kolejowe z Poznaniem[29].
- 1911 – spłonął Hotel „Pod Koroną” na Starym Rynku, należący do Carla Kutznera[30].

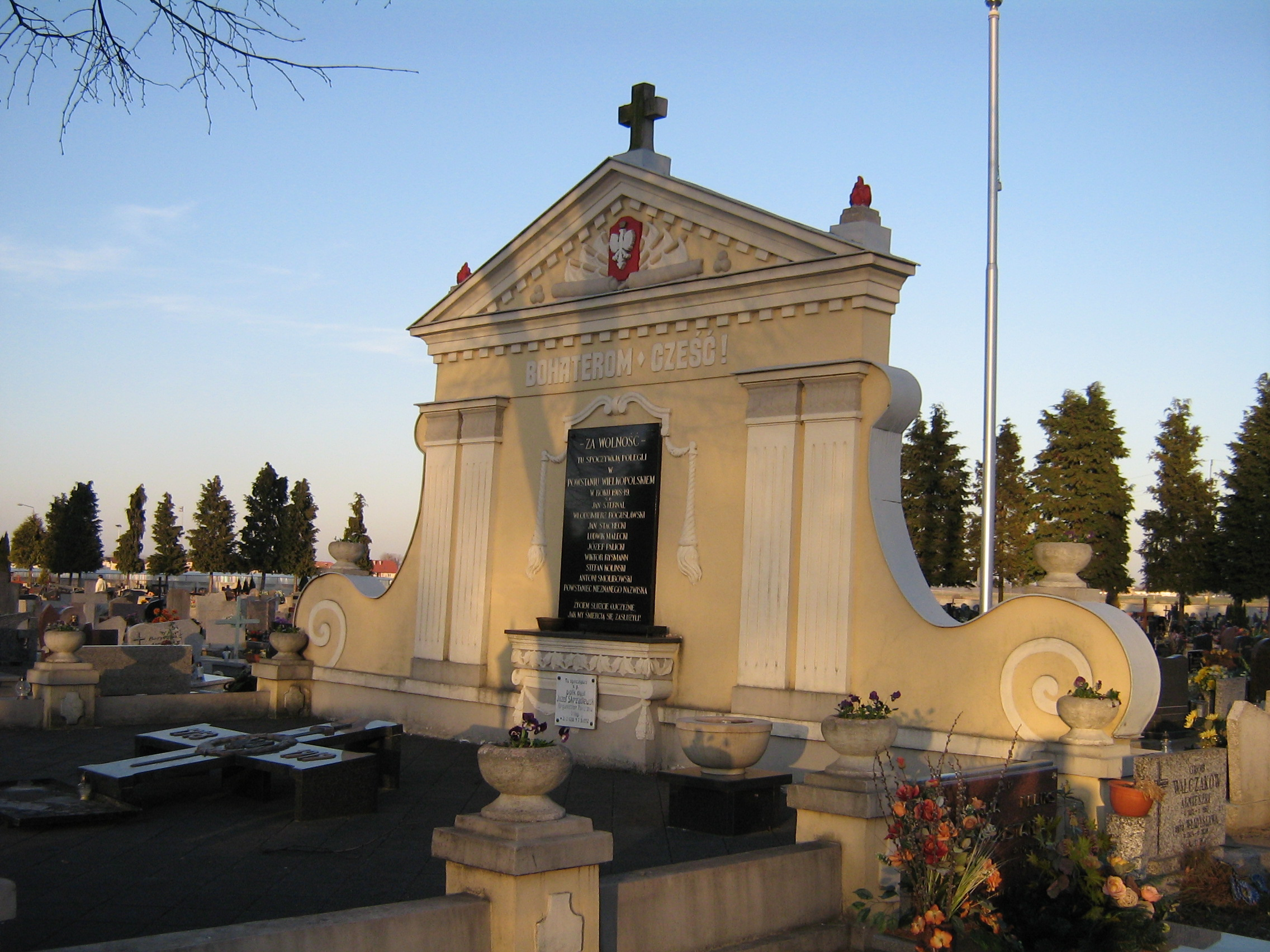
Pomnik Powstańców Wielkopolskich

- 1918–1919 – liczny udział mieszkańców w powstaniu wielkopolskim. Miasto wystawia trzy kompanie piechoty i oddział kawalerii. Grodzisk staje się też głównym ośrodkiem dowodzenia i zaopatrzenia frontu zachodniego[31].

### II Rzeczpospolita
- 1921 – po opuszczeniu miasta przez ludność niemiecką liczba mieszkańców spadła do 5634 osób. O trudnym położeniu ludności świadczą liczne strajki kolejarzy.
- 1922 – 30 kwietnia powstał Klub Sportowy Dyskobolia Grodzisk Wielkopolski założony przez grupę gimnazjalistów.
- 1922 – strajk robotników rolnych[32].
- 1924 – demonstracje bezrobotnych.
- 1927 – 30 stycznia, w pożarze spłonęła część ul. Kramarskiej (obecnie Mickiewicza), Rzeźnickiej (obecnie Ks. Piotra Wawrzyniaka), Żydowskiej oraz Podgórnej (obecnie Ks. Kan. Czesława Tuszyńskiego). 20 rodzin pozostałe bez dachu nad głową, a straty oceniona na 120 000 zł[33].
- 1928 – (11.I.) – wybuchł pożar na ul Żydowskiej, który pochłonął 5 domów i zabudowę gospodarczą, a 15 września spłonęły 3 domy w narożniku ul. Rzeźnickiej i Gołębiej[33].

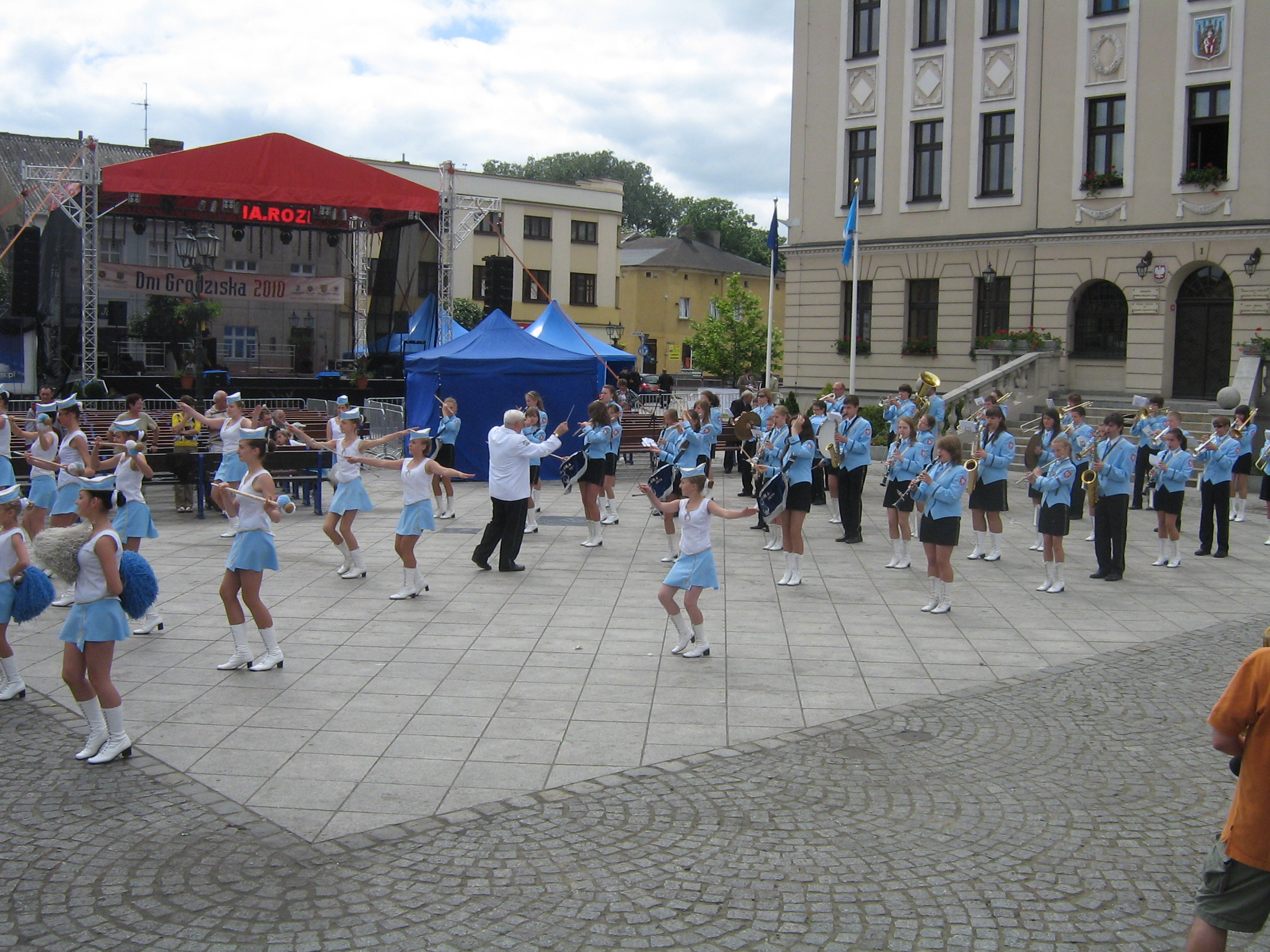
Grodziska Orkiestra Dęta

- 1929 – z inicjatywy Antoniego Thuma powstała Grodziska Orkiestra Dęta.
- 1932 – 1 kwietnia zlikwidowano powiat grodziski i w całości włączono go do powiatu nowotomyskiego, Grodzisk był największym z 6 miast tego powiatu, a Nowy Tomyśl dopiero piątym (2576 osób)[34].
- 1934 – wybuchł pożar na poł. pierzei Starego Rynku, który strawił ostatnie domy podcieniowe[35].

### II wojna światowa
- 1939–1945 – niemiecka okupacja (od 9 września 1939).
- 1939–1941 wysiedlono większość Polaków do Generalnego Gubernatorstwa, a w zamian osiedlano Niemców w ramach akcji kolonizacyjnej Heim ins Reich,
- 1940 – następuje rozbiórka synagogi i cmentarza (kirkutu) żydowskiego.
- 1940–1942 – w mieście na terenie więzienia istniał obóz jeńców angielskich.
- 1941 – administracja niemiecka przywraca powiat grodziski (Kreisland Grätz), w mieście działa Sąd Obwodowy (Amtsgericht Grätz) i więzienie sądowe (Gerichtsgefängnis) obejmujące swym zasięgiem powiat grodziski i włączony dawny powiat nowotomyski, a od października 1943 więzienie w Grodzisku przejęło także funkcję po zlikwidowanym więzieniu w Wolsztynie[36].
- 1942–1944 – w gmachu szkoły działa szkoła junkrów hitlerowskich przeniesiona z Berlina.
- 1943 – władze okupacyjne przystępują do budowy północnej dzielnicy mieszkaniowej, za torami kolejowymi (ukończono tylko jedną ulicę Nowe Osiedle, zw. potocznie Berlinkiem).
- 1945 – 24-27 stycznia walki Armii Czerwonej i grupy ok. 120 polskich ochotników o Grodzisk, 27 stycznia następuje niemiecki nalot na okolice Starego Rynku[37]. 27/28 stycznia spłonęły zabudowania fabryki Wacława Appelbauma przy ul. Rakoniewickiej. Skuteczne gaszenie pożaru uniemożliwiały wybuchy amunicji, którą żołnierze niemieccy pozostawili w zabudowaniach fabryki[35].

### Po 1945
- 1973 – powołano Towarzystwo Miłośników Ziemi Grodziskiej
- 1976 – przedsiębiorstwo "Uzdrowisko Inowrocław" uruchomiło w mieście największą w PRL rozlewnię wód mineralnych (rocznie ok. 80 mln litrowych butelek)[38]
- 1999 – powstał Zespół Tańca Ludowego "Cybinka-Grodzisk"
- 2000 – znacznie zwiększono powierzchnię Grodziska z 4,57 km² na 18,09 km² (296%); włączono w całości wsie Piaski i Pantaleonowo, większą część Kobylnik, a także kilka zabudowań należących wcześniej do Zdroju, Słocina, Grąblewa i Ptaszkowa
- 2019 – miasto odwiedził prezydent RP, Andrzej Duda[39]
- 2019 – otwarto pierwszą w mieście restaurację McDonald’s[40].
- 2023 - otwarto pierwszy w mieście Pasaż handlowy o powierzchni ok. 6,5 tys. m kw.[41].

## Symbole miasta
- Flagą Miasta i Gminy Grodzisk Wielkopolski jest prostokątny płat tkaniny o proporcjach szerokości do jej długości 5:8. Pole flagi podzielone jest na trzy równe pionowe pasy w barwach: niebieskiej, białej, niebieskiej z umieszczonym pośrodku herbem Miasta i Gminy Grodzisk Wielkopolski.

- Herb Grodziska Wielkopolskiego - Herb przedstawia na błękitnej tarczy króla na złotym tronie w stylu gotyckim, w koronie, z berłem w ręce prawej, z jabłkiem w ręce lewej. Twarz, szyja i ręce królewskie barwy naturalnej. Włosy jasne. Korona, berło i jabłko złote. Tunika królewska biała z obramowaniem złotym przy rękawach, płaszcz czerwony obramowany złotem, spięty na prawym ramieniu klamrą złotą. Trzewiki czarne (pierwotnie czerwone)[42].

- Hejnał - W dniach 02-06.02.1998r. w Radiu Merkury oraz z wieży Ratusza emitowano dwie wersje hejnału Gminy Grodzisk Wlkp. W drodze konkursu radiosłuchacze i mieszkańcy miasta i gminy zdecydowali o jego ostatecznym wyborze. 15 marca 1998r. zabrzmiał po raz pierwszy z wieży Ratusza hejnał Gminy Grodzisk Wlkp., który od tej pory codziennie rozbrzmiewa w samo południe.Twórcą melodii jest Kapelmistrz Grodziskiej Orkiestry Dętej Pan Stanisław Słowiński, a wykonawcą - trębacz tejże orkiestry Pan Rafał Dudek.

## Przynależność administracyjna

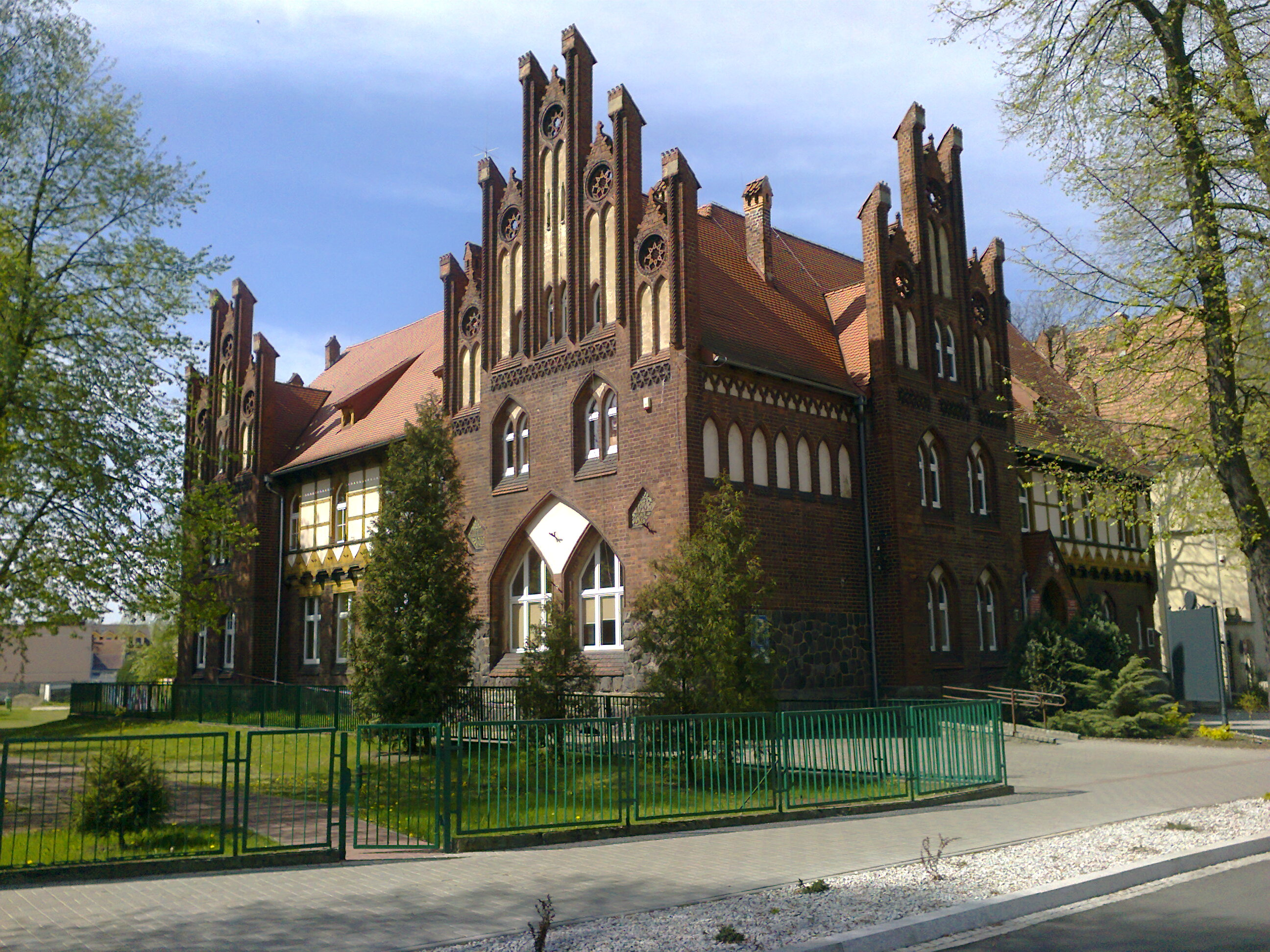
Starostwo Powiatowe

- W początkowym okresie wieś, a później miasto administracyjnie należało do kasztelanii zbąskiej, w latach 1444–1815 do powiatu kościańskiego, a w latach 1815–1887 do powiatu bukowskiego, którego siedzibą od 1848 był Nowy Tomyśl.
- Miasto powiatowe w latach 1887–1932, 1941–1945 i od 1999.
- W latach 1932–1941 i 1945-1975 – Grodzisk należał do powiatu nowotomyskiego.
- W latach 1975–1998 Grodzisk należał do województwa poznańskiego.
- W 1999 Grodzisk zostaje siedzibą powiatu grodziskiego w województwie wielkopolskim.

## Demografia
- Piramida wieku mieszkańców Grodziska Wielkopolskiego w 2014 roku[43].

## Zabytki

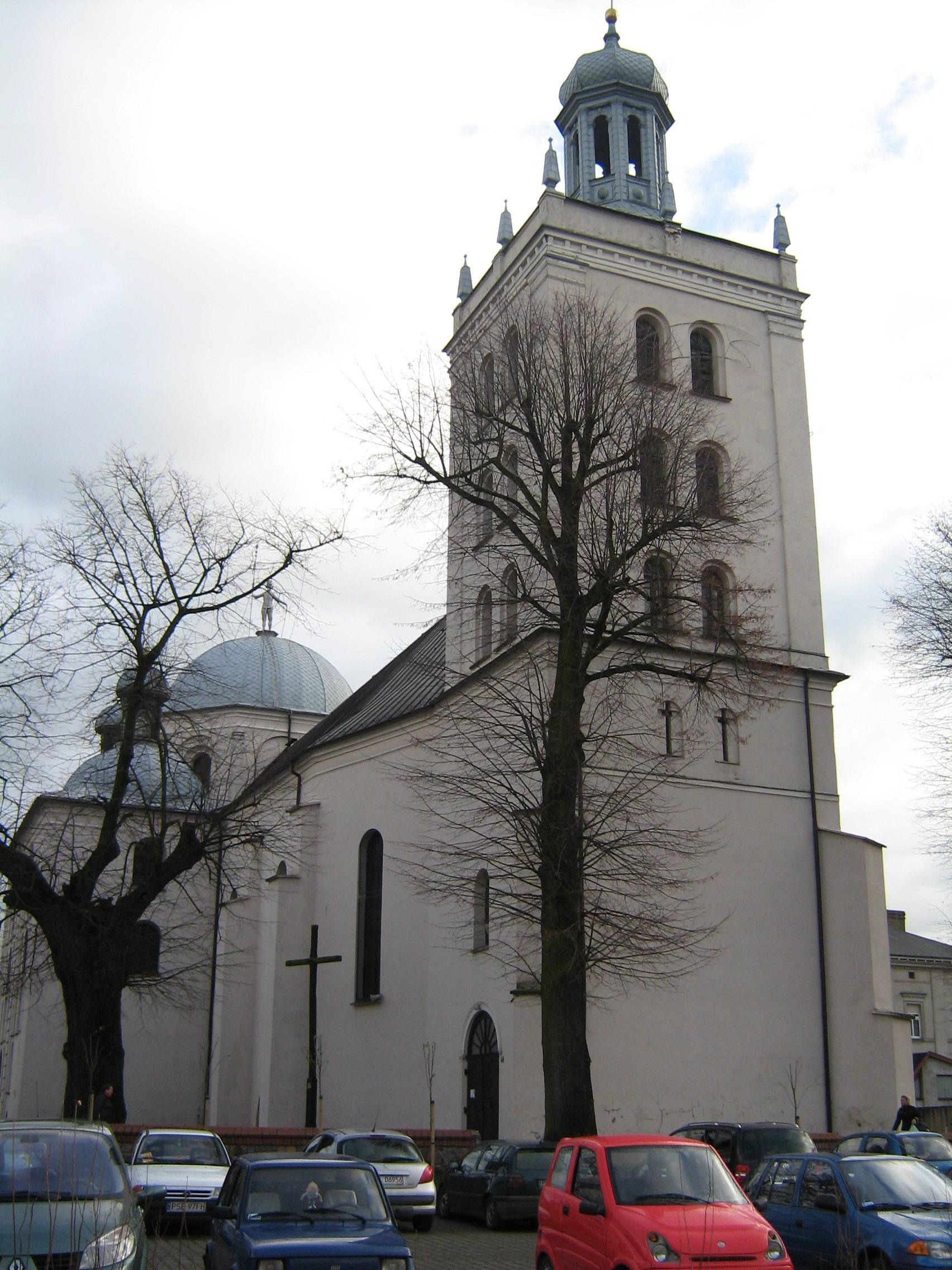
Kościół farny (XV w.)

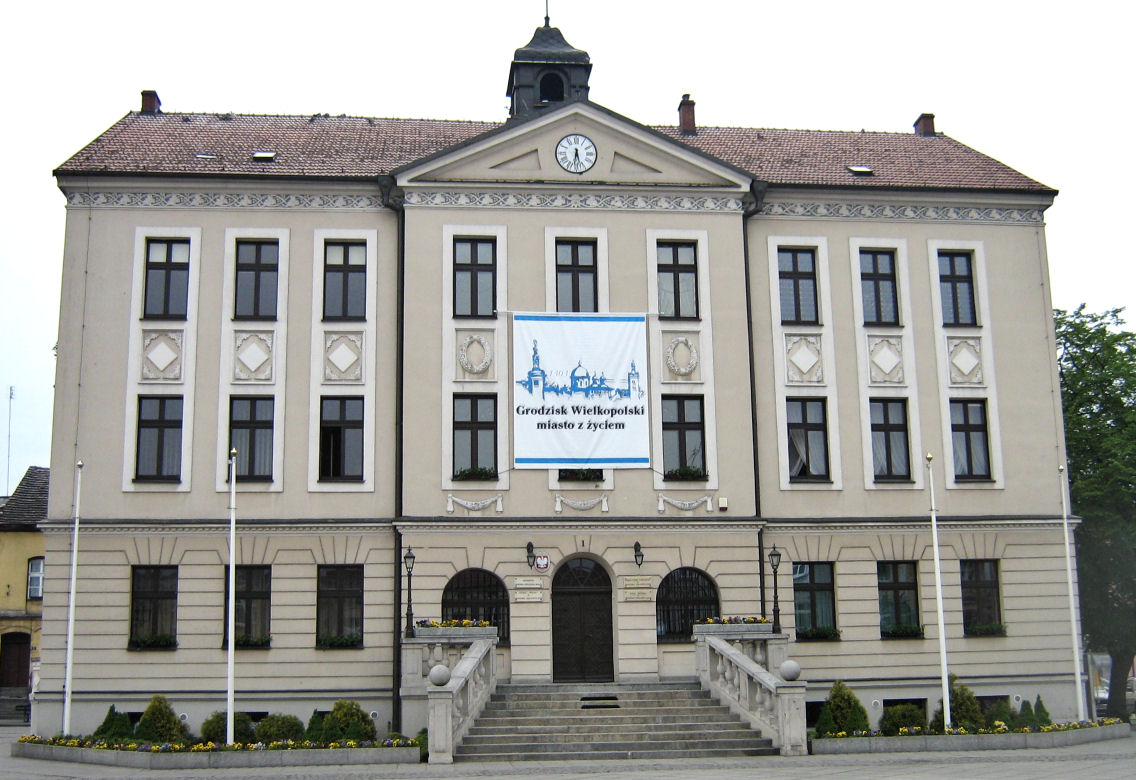
Ratusz

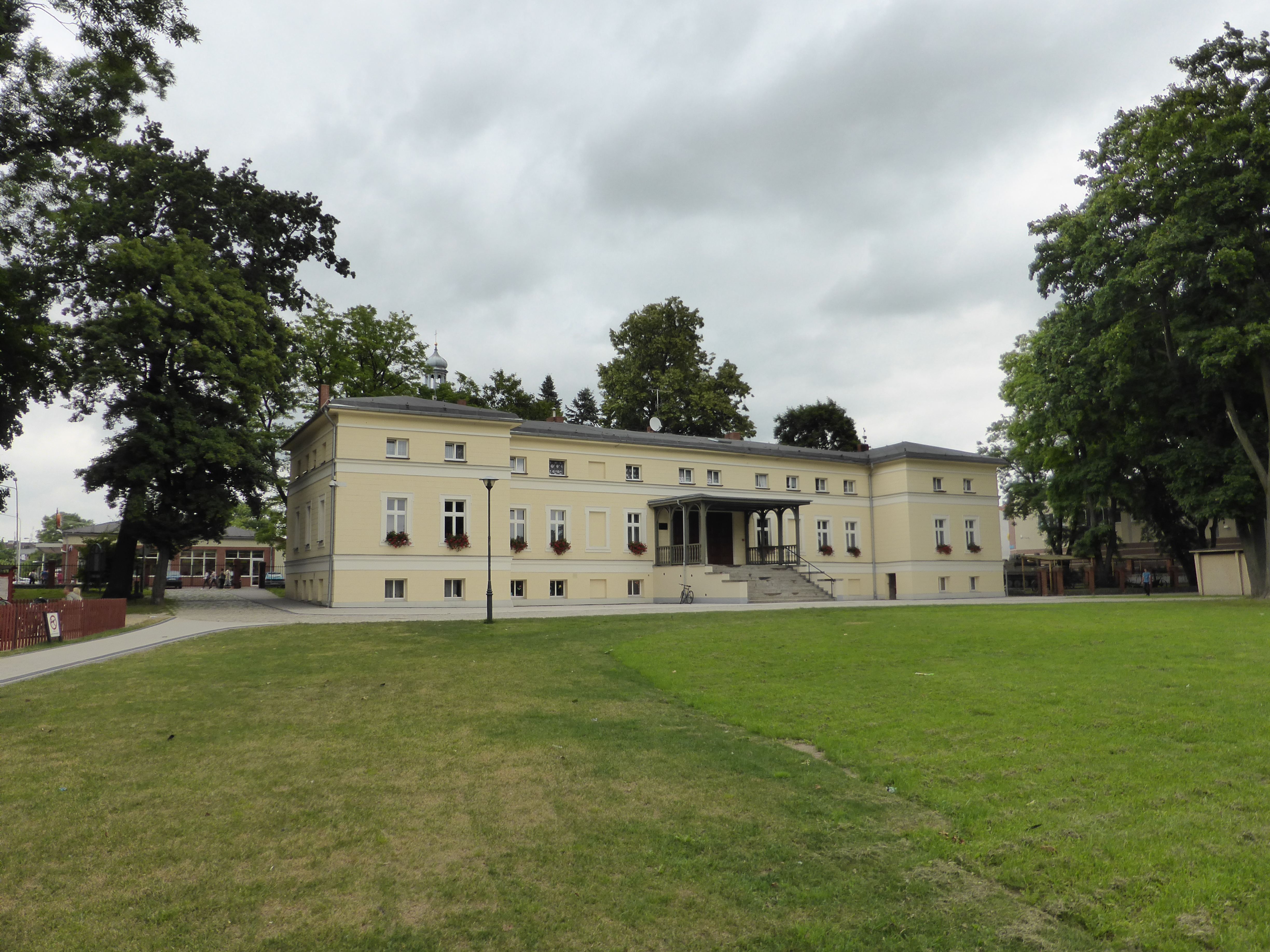
Dwór Łubieńskich (dawnej rezydencji Opalińskich) obecnie Muzeum Ziemi Grodziskiej

- Kościół farny, manierystyczny pw. św. Jadwigi z XV w., ul. Kościelna 5
- Kościół pobernardyński, barokowy pw. Najśw. Imienia Jezus i Niepokalanego Poczęcia NMP z 1662 r. Wewnątrz nagrobek ostatniego z rodu Opalińskich Wojciecha, z roku 1775
- Kościół pw. św. Ducha, drewniany z 1663 r., ul. Rakoniewicka 16 (daw. przedmieście Wyczółkowo)
- Kościół poewangelicki, neogotycki pw. Najśw. Serca Pana Jezusa z 1905 r., pl. Powst. Wielkopolskich
- Organistówka z 1685 r., ul. Kościelna 4
- Ratusz w Grodzisku Wielkopolskim z ok. 1835 r., ul. Stary Rynek 1
- Zabytkowa studnia bł. Bernarda w obudowie z XIX w., ul. Stary Rynek
- Starostwo Powiatowe, neogotyckie z 1905 r., ul. Żwirki i Wigury 1
- Sąd Rejonowy, ul. Żwirki i Wigury 3
- Kamieniczka konstrukcji ryglowej błędnie zw. „pruskim murem” z XVIII w., ul. Szeroka 17
- Eklektyczna willa Andrzejewskich z 1896 r., ul. Kolejowa 5
- Kamienica Theodora Grunberga z 1861 r., ul. św. Bernarda 1
- Dom Rzemiosła z 1891 r., ul. Szeroka 1
- Muzeum Ziemi Grodziskiej (dawny Dwór Heyderów w parku miejskim), ul. 27 Stycznia 7
- Stadion Dyskobolii z zabytkową trybuną główną z 1925 r., ul. Powst. Chocieszyńskich 52

## Kultura i sztuka

### Imprezy kulturalne
- Grodziskie Piwobranie
- Festiwal Orkiestr Dętych „Gronalia"

### Organizacje kulturalne
- Centrum Kultury „Rondo"
- Grodziska Biblioteka Publiczna
- Grodziska Orkiestra Dęta
- Zespół Tańca Ludowego „Cybinka"
- Chór miasta „Ottimo"
- Grupa Teatralna „Arlekin"
- Muzeum Ziemi Grodziskiej
- Strefa Sztuki „Dworzec".

## Wspólnoty wyznaniowe
- Kościół rzymskokatolicki:
  - parafia św. Faustyny
  - parafia św. Jadwigi

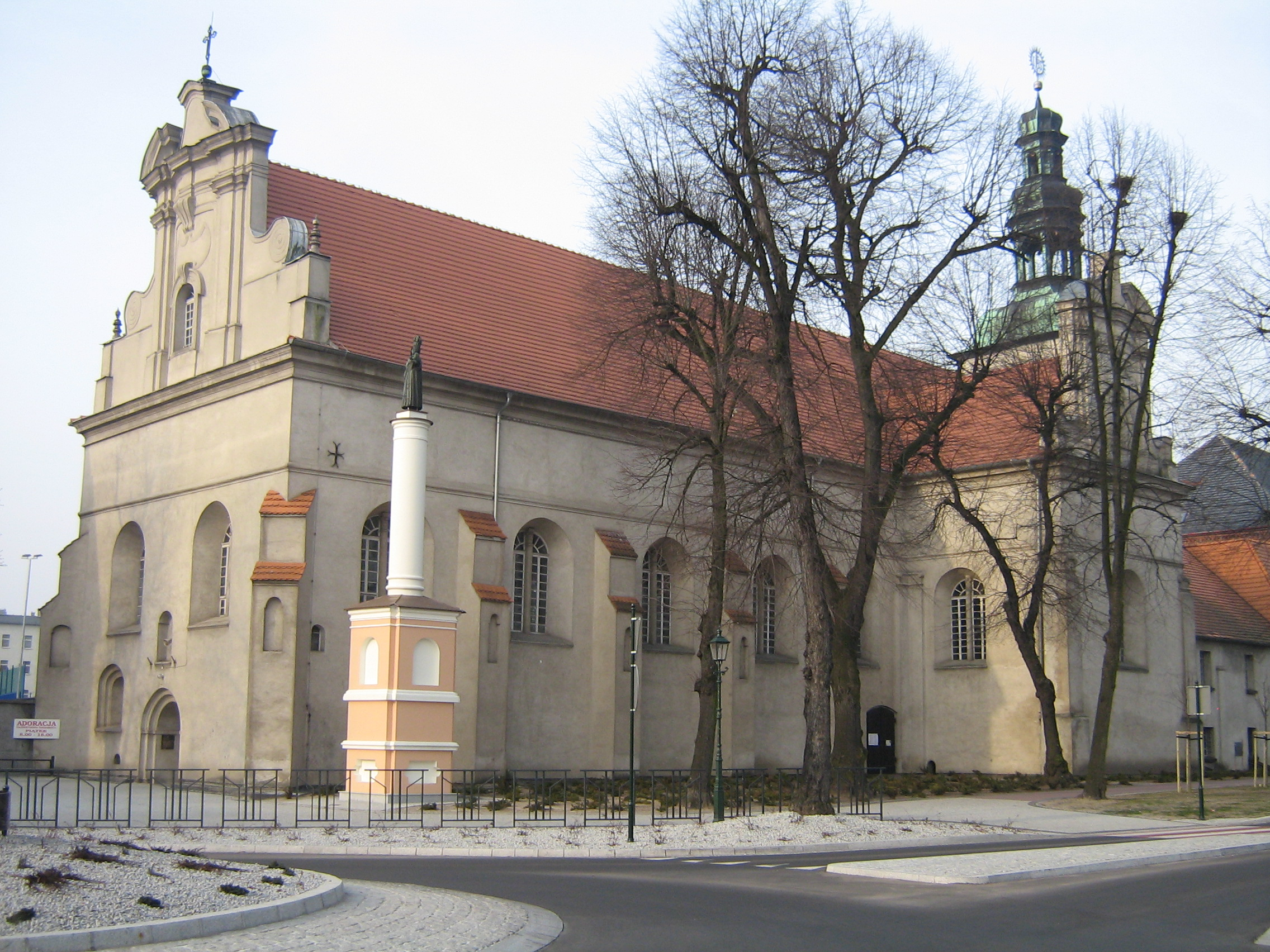
Kościół pobernardyński (1662)

  - parafia Najświętszego Serca Pana Jezusa
- Świadkowie Jehowy:
  - zbór Grodzisk Wielkopolski (Sala Królestwa ul. Bukowska 81)[44]

## Urodzeni w Grodzisku Wielkopolskim

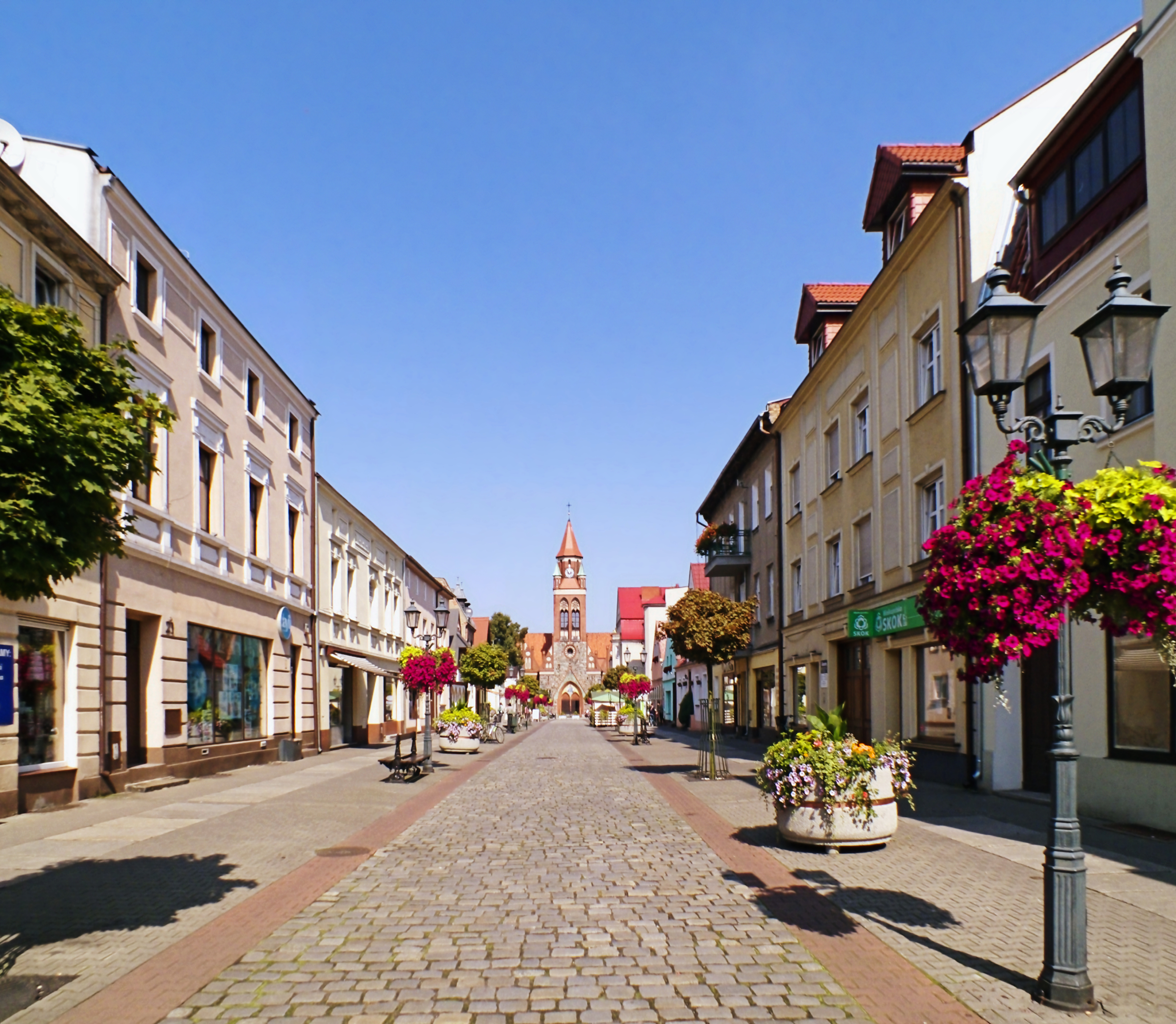
Ul. Szeroka

## Grodzisk Wielkopolski w kulturze
Akcja filmu pt. Skrzydlate świnie dzieje się w Grodzisku Wielkopolskim w którym również kręcono produkcje. Opowiadał on o zagorzałych kibicach piłki nożnej oraz o tym, że doping jest ważniejszy od innych sfer życia. Film kręcono od września do 12 października 2009 roku.

## Gospodarka
W Grodzisku Wielkopolskim zarejestrowanych jest ok. 1400 podmiotów gospodarczych, w większości małych i średnich firm. Najwięksi pracodawcy  w mieście to Adriana Factory Sp. z o.o. (dawniej Inter Groclin Auto S.A.), Okechamp S.A. (przetwórstwo warzyw), Indrol Sp. z o.o. Sp. k. (przetwórstwo mięsa) i Dąbex (produkcja parkietu). Inne przedsiębiorstwa, które również stały się nieodłączną częścią lokalnej gospodarki to Opal (elewacje budynków), Recaro Rail (dawniej Growag) (wyposażenie wagonów), Lexxit Mebel (produkcja mebli tapicerowanych), Browar Grodzisk, Piekarnia Gwóźdź (wyrób pieczywa), Ansław sp. z o.o. (przetwórstwo grzybów) oraz Grobud (okna PCW). Ta ostatnia firma, podobnie jak Okechamp, Chłodnia Lineage i Indrol znajdują się na terenie Grodziskiej Strefy Przemysłowej, która zajmuje obszar 35 ha przy drodze krajowej nr 32 łączącej Poznań z Zieloną Górą. W 2023 roku na jej terenie powstał Pasaż Grodziski (obiekt handlowy o powierzchni ok. 6,5 tys. m kw.).

## Transport

### Transport drogowy
Przez Grodzisk Wielkopolski przebiega droga krajowa nr 32, która jest także obwodnicą miasta oraz droga wojewódzka nr 308.

### Transport kolejowy
Przez Grodzisk Wielkopolski przebiega linia kolejowa nr 357. Na stacji kolejowej w Grodzisku zatrzymują się pociągi spółki Koleje Wielkopolskie i obsługują one następujące połączenia:
- Poznań Główny
- Wolsztyn
- Wągrowiec
- Gołańcz
- Powodowo

## Oświata
W Grodzisku Wielkopolskim funkcjonują 4 przedszkola publiczne, 4 szkoły podstawowe oraz 2 szkoły ponadpodstawowe.
Przedszkola:
- Przedszkole Gminne im. Krasnala Hałabały, ul. Chopina 24
- Przedszkole Publiczne Chatka Puchatka, ul. Winna 12
- Przedszkole Publiczne Chatka Puchatka, ul. Środkowa 41
- Przedszkole Publiczne "Mali przyjaciele", ul. Winna 18 (prywatny operator)

Szkoły podstawowe:
- Szkoła Podstawowa nr 1 im. Polskich Olimpijczyków, ul. Chopina 26
- Szkoła Podstawowa nr 2 im. Powstańców Wielkopolskich, ul. 3 Maja 5
- Szkoła Podstawowa nr 3, ul. Bukowska 18
- Szkoła Podstawowa nr 4 im. kpt. Józefa Rejdycha, ul. Środkowa 56

Szkoły ponadpodstawowe:
- Liceum Ogólnokształcące im. Juliusza Słowackiego, ul. 3 Maja 7
- Zespół Szkół Technicznych im. Eugeniusza Kwiatkowskiego, ul. Żwirki i Wigury 2 oraz ul. Nowy Świat 41 (drugi budynek).

## Sport
- Dyskobolia Grodzisk Wielkopolski

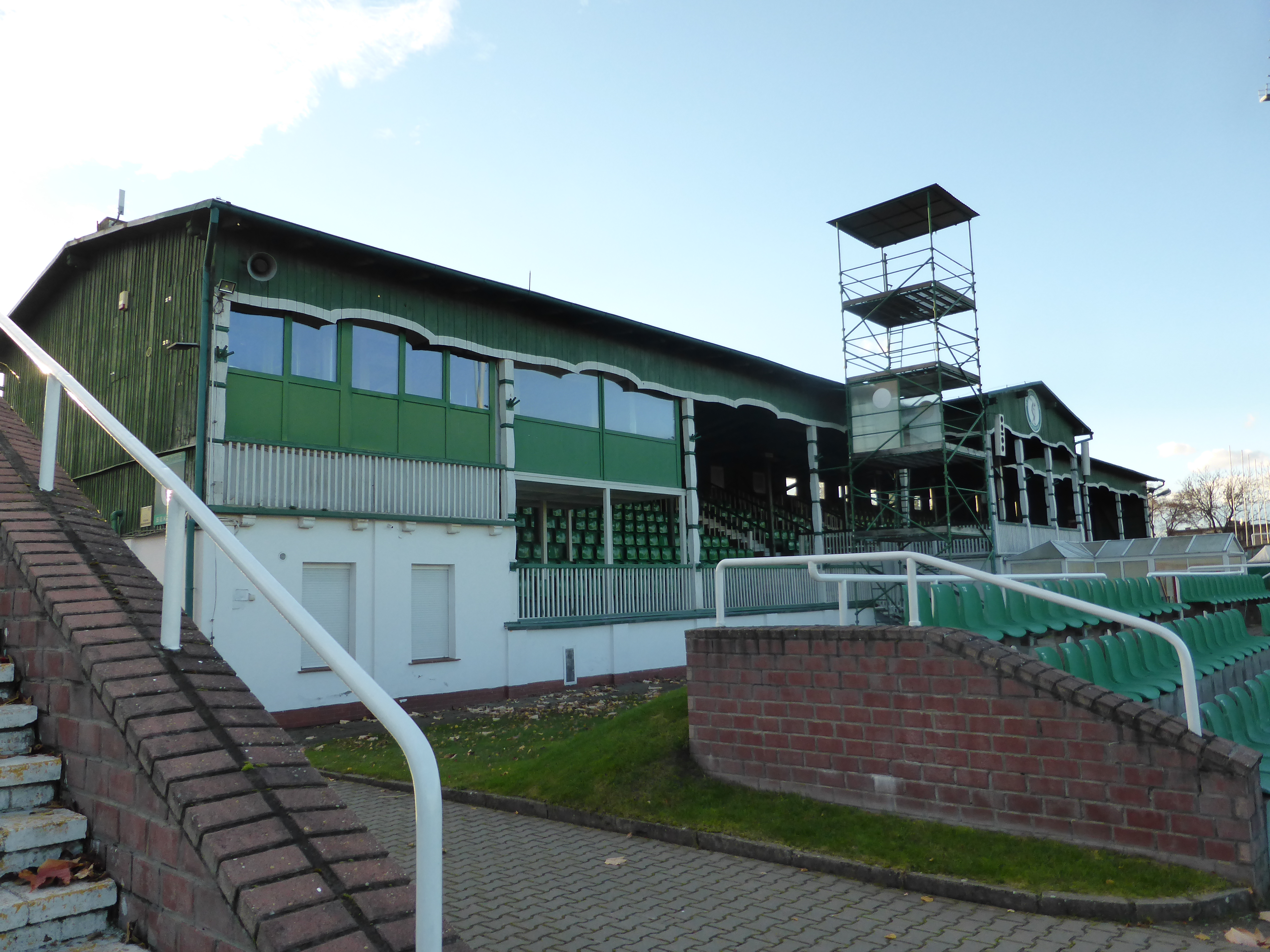
Zabytkowa trybuna – stadion Dyskobolii Grodzisk Wlkp.

- Ludowe Stowarzyszenie Sportowe Gminy Grodzisk Wielkopolski
- Klub Karate Kyokushin „Kanku”
- Grodziskie Stowarzyszenie Sportowe (G.S.S.)
- Stowarzyszenie Brydża Sportowego[49]
- Klub Taekwondo ETA „Rang-Do”[50]
- Behapowiec Gym[51]
- Groclin Tennis Club[52]
- Dziecięcy klub koszykarski Basket Grodzisk 2020[53]
- Klub strzelecki GKS Gryf[54]
- Sporty walki Awangarda Grodzisk[55]
- Od 17 czerwca 2007 roku w mieście organizowany jest Grodziski Półmaraton „Słowaka”[56]
- Od 2017 roku w mieście odbywają się Otwarte Mistrzostwa Wielkopolski w Kulturystyce i Fitness[57].

## Prasa lokalna
- Nasz Dzień Po Dniu
- Dzień Nowotomysko-Grodziski
- Grodziska Powiatowa
- Kurier Lokalny
- Grodzisk Wielkopolski naszemiasto.pl
- PGO24

## Współpraca
Miejscowości partnerskie:
- Birże, Litwa
- Betton, Francja
- Delligsen, Niemcy
- Dolina, Ukraina
- Merksplas, Belgia
- Torrelodones, Hiszpania